# Associazione italiana coltivatori
L'Associazione Italiana Coltivatori (AIC) è l'organizzazione sindacale che rappresenta e tutela i lavoratori e le lavoratrici del comparto agricolo italiano favorendo la loro attiva partecipazione alla vita democratica del Paese.

## Storia
L'Associazione Italiana Coltivatori (AIC) si costituisce nel 1969, nello stesso anno in cui, a seguito della scissione avvenuta nel Partito Socialista Unificato della componente socialdemocratica da quella socialista, nasce il Partito Socialista Unitario (PSU) che poi nel 1971, diverrà il Partito Socialista Democratico Italiano (PSDI). Parallelamente alle vicissitudini politiche, anche una frangia del movimento socialista contadino si stacca dal Partito Unificato per fondare l'AIC.
Negli anni l'Associazione ha continuato a raccogliere le adesioni degli operatori del comparto agricolo e del movimento contadino di matrice socialdemocratica perseguendo, in linea con le battaglie valoriali ispirate dalla figura di Giuseppe Saragat, un ordinato ed equilibrato sviluppo civile della società centrato sul ruolo dell'agricoltura e sulla tutela dei diritti di tutti i lavoratori della terra. Su questo impegno il 14 gennaio 1972 l'AIC costituisce l'Istituto nazionale per l'assistenza ai lavoratori (INPAL), ente di patronato attivo ancora oggi, intendendo così integrare i servizi resi agli associati con l’assistenza e la tutela previdenziale e sociale.
Con la diaspora del PSDI, a cui l'AIC era collegata in quanto ente collaterale del partito, l'associazione ha continuato a operare nel campo dell'equità sociale nei territori, nella rappresentanza delle istanze dei suoi associati e nei servizi di prossimità offerti ai cittadini. In particolare, ai servizi di patronato di INPAL si sono aggiunti nel tempo quelli di formazione con ENAPAICA (costituito il 28 ottobre 1976), di tutela ai pensionati con la FNP (costituita il 6 ottobre 1993), di assistenza fiscale con il CAF AIC (costituito il 4 agosto 2000) e di assistenza agricola con il CAA AIC (costituito il 18 giugno 2003). 
L'impegno nella rappresentanza del mondo agricolo di AIC ha ricevuto nel 2008 il riconoscimento di EURISPES quale Ente di “Eccellenza” per il lavoro svolto nell’ambito agricolo, nella difesa dell’ambiente e nella salvaguardia della sicurezza alimentare.
Nel corso del tempo l'AIC è stata anche socio fondatore della Confederazione Produttori Agricoli (Copagri) e ha contribuito attraverso un "patto federativo aperto" a determinare nell'aprile 1995 nuovi equilibri nel panorama delle rappresentanze agricole. Le altre realtà costituenti della Copagri sono state: l'Acli-Terra delle ACLI, l'Unione Coltivatori Italiani (UCI), l'Unione Generale Coltivatori (UGC) della CISL e l'Unione Italiana Mezzadri e Coltivatori diretti (UIMEC) della UIL. Nel 2014 l'Associazione Italiana Coltivatori (AIC) decide di terminare l'esperienza confederativa e, attualmente, risulta fuoriuscita dalla Copagri così come tutte le altre organizzazioni costituenti.
Il 3 dicembre 2019 l'AIC ha festeggiato a Roma i suoi 50 anni di attività con un evento celebrativo denominato “Radici forti per l’innovazione” svoltosi nella sala della Protomoteca del Campidoglio e che ha visto la presenza della Ministra delle Politiche Agricole Alimentari e Forestali Teresa Bellanova, insieme ai rappresentanti di gran parte delle sedi territoriali.
Il 22 giugno 2022 l’Assemblea degli Aderenti all’Alleanza Italiana per lo sviluppo sostenibile (ASviS) ha ritenuto importante per il conseguimento dei 17 obiettivi di sviluppo sostenibile l’attività vocata all’equità sociale che l’Associazione Italiana Coltivatori svolge nei territori e ne ha accettato la richiesta d'adesione.
In occasione del G7 dell’Agricoltura e della Pesca tenutosi a Siracusa nel 2024, l'Associazione Italiana Coltivatori (AIC) ha partecipato alla prima edizione della manifestazione "Divinazione Expo", svoltasi dal 21 al 29 settembre a Ortigia, promossa dal Ministero dell'Agricoltura, della Sovranità Alimentare e delle Foreste (MASAF). L'evento mirava a promuovere le eccellenze agroalimentari italiane a livello internazionale. L'AIC ha animato un proprio spazio espositivo di oltre 400 mq a Largo della Graziella, a Siracusa, dove ha organizzato diverse attività tra cui showcooking, talk in piazza, e la presenza di 30 produttori provenienti da tutta Italia. I partecipanti hanno potuto degustare prodotti locali e acquistare direttamente dai produttori, in linea con la filosofia della filiera corta. L'obiettivo era sensibilizzare i visitatori sui temi dell'Agenda 2030 delle Nazioni Unite, in particolare il Goal 2 (agricoltura sostenibile e sconfiggere la fame) e il Goal 12 (consumi e produzione responsabili). Durante i nove giorni dell'evento, l'AIC ha distribuito oltre 500 pasti e ha donato in beneficenza le eccedenze alimentari.

## Statuto
Il 9 ottobre 1969 con atto notarile dell’Avv. Ercole Colabucci di Roma, alla presenza di Pietro Longo, Gianmatteo Matteotti e Ferdinando Amiconi è costituita formalmente l'Associazione Italiana Coltivatori. In tale data è stato redatto il primo statuto di AIC che esprime formalmente e solennemente i principi fondamentali dell'associazione.

## Cronistoria Presidenti AIC
| Presidente            | Mandato      | Mandato       |
| Presidente            | Inizio       | Fine          |
| --------------------- | ------------ | ------------- |
| Pietro Longo          | ottobre 1969 | maggio 1973   |
| Anselmo Martoni       | maggio 1973  | marzo 1977    |
| Matteo Matteotti      | marzo 1977   | agosto 1986   |
| Michele Paladino      | agosto 1986  | dicembre 1988 |
| Giovanni Criseo       | ottobre 1990 | giugno 1991   |
| Filippo Caria         | giugno 1991  | maggio 1997   |
| Giuseppino Santoianni | maggio 1997  | in carica     |

## Servizi sul territorio
L'attività di promozione dei valori del mondo rurale è supportata da Avvenire Agricolo, organo ufficiale di stampa e storica testata dell'Associazione Italiana Coltivatori. Il periodico di AIC, che dal luglio 2021 ha ripreso la sua pubblicazione con una rinnovata veste grafica e conta una tiratura di oltre mille copie, è distribuito nelle sedi istituzionali, fra le imprese agricole associate e in tutte le sedi territoriali dell’associazione.
Oltre alla funzione sindacale di rappresentanza e tutela del mondo agricolo, l’Associazione Italiana Coltivatori (AIC) persegue la propria visione erogando - direttamente o per mezzo degli enti promossi dall'organizzazione stessa - servizi di prossimità agli associati e ai cittadini. In particolare: 
| Nome | Abbreviazione | Fondazione | Note |
| --- | ------------- | ---------- | --- |
| Istituto Nazionale Per l'Assistenza ai Lavoratori                                                       | INPAL         | 1972       | Nel solco dell’articolo 38 della Costituzione della Repubblica Italiana, INPAL - persona giuridica di diritto privato - si propone di fornire un servizio di pubblica utilità, offrendo informazione, assistenza e tutela alle lavoratrici e ai lavoratori sia in Italia che all'estero per migliorare le condizioni di vita e di lavoro. |
| Ente Nazionale Addestramento Professionale per l’Agricoltura, l’Industria, il Commercio e l’Artigianato | ENAPAICA      | 1976       | È l'Ente di formazione continua e superiore promosso dall'AIC. |
| Federazione Nazionale Pensionati                                                                        | FNP AIC       | 1993       | La FNP dell’Associazione Italiana Coltivatori è l’organizzazione che unisce e tutela le persone anziane, una maggioranza crescente che vuole contare di più e guarda con fiducia al futuro. |
| CAF AIC Srl                                                                                             | CAF AIC       | 2000       | Il Centro di Assistenza Fiscale promosso dall'AIC offre servizi fiscali ai lavoratori dipendenti, autonomi, pensionati, famiglie e imprese. |
| CAA AIC Services Srl                                                                                    | CAA AIC       | 2003       | Il Centro di Assistenza Agricola di AIC opera nel rispetto del D.Lgs. 21 maggio 2018, n. 74 e successive modifiche e integrazioni, offrendo una vasta gamma di servizi dedicati alle imprese agricole. |